# Список высших учебных заведений Белгородской области
В список высших учебных заведений Белгородской области включены образовательные учреждения высшего и высшего профессионального образования, находящиеся на территории Белгородской области и участвовавшие в мониторинге Министерства образования и науки Российской Федерации 2015 года. Этим критериям в Белгородской области соответствуют 5 вузов и 3 филиалов.
Филиалы вузов, головные организации которых находятся в иных субъектах федерации, сгруппированы в отдельном списке. Порядок следования элементов списка — алфавитный.
Вузы, лицензия которых не действует на 29 июня 2016 года, отмечены цветом.

## Список высших образовательных учреждений
| Название                                                                | Категория         | Год основания | Месторасположение | Число студентов |
| ----------------------------------------------------------------------- | ----------------- | ------------- | ----------------- | --------------- |
| Белгородский государственный аграрный университет                       | государственный   | 1994          | Майский           | 6251            |
| Белгородский государственный институт культуры и искусств               | государственный   | 1960          | Белгород          | 1918            |
| Белгородский государственный национальный исследовательский университет | государственный   | 1876          | Белгород          | 19105           |
| Белгородский государственный технологический университет                | государственный   | 1954          | Белгород          | 15255           |
| Белгородский университет кооперации, экономики и права                  | негосударственный | 1978 1980     | Белгород          | 6263            |

## Список филиалов высших образовательных учреждений
| Название | Категория         | Год основания | Месторасположение | Месторасположение головной организации | Число студентов |
| --- | ----------------- | ------------- | ----------------- | -------------------------------------- | --------------- |
| Старооскольский технологический институт (филиал Национального исследовательского технологического университета «МИСиС») | государственный   | 1979          | Старый Оскол      | Москва                                 | 1861            |
| Старооскольский филиал Белгородского государственного национального исследовательского университета                      | государственный   | 1999          | Старый Оскол      | Белгород                               | 3045            |
| Филиал в Старом Осколе Воронежского экономико-правового института                                                        | негосударственный | 2000          | Старый Оскол      | Воронеж                                | 801             |